# Гречанінов Вадим Олександрович
Вади́м Олекса́ндрович Гречані́нов (нар. 25 квітня 1934 - пом. 21 листопада 2021, Київ) — генерал-майор у відставці, доктор військових наук, академік, почесний президент Атлантичної Ради України, голова наглядової ради Інституту міжнародних досліджень і оборонної політики. У минулому помічник Президента України з військових питань, начальник Центру оперативно-стратегічних досліджень Міністерства оборони України.

## Життєпис
Гречанінов В. А. народився 25 квітня 1934 року в Україні, в місті Вінниця.
- 1952 — закінчив середню школу та вступив до Харківського військового авіаційного училища льотчиків ім. С. І. Грицевця, яке закінчив у 1955 році.
- 1956—1960 — Харківське військове авіаційне училище льотчиків, штурман-інструктор.
- 1961—1963 — старший штурман командного пункту Туркестанського військового округу.
- 1963—1968 — вступив і закінчив Військову командну академію ППО, м. Твер (м. Калінін).
- 1968—1970 — начальник штабу винищувального авіаційного полку Ленінградського військового округу (північна Карелія).
- 1971—1973 — начальник штабу дивізії ППО Ленінградського військового округу (Архангельська область).
- 1973—1975 — навчання в Академії Генерального штабу СРСР (м. Москва).
- 1975—1977 — начальник штабу корпусу ППО Білоруського військового округу (м. Барановичі).
- 1977—1979 — начальник штабу окремої армії ППО Білоруського військового округу (м. Мінськ).
- 1980—1991 — начальник кафедри оперативного мистецтва і тактики Військової Інженерної Академії ППО (м. Харків).
- 1983 — отримав науковий ступінь кандидата військових наук.
- 1985 — присвоєно науковий ступінь доцента.
- 1991 — у вересні був запрошений Верховною Радою України до Києва для роботи зі створення Міністерства оборони України.
- 1991—1992 — начальник центру оперативно-стратегічних досліджень Міністерства оборони України. Робота над дисертацією на здобуття наукового ступеня доктора військових наук.
- 1992—1993 — заступник начальника Генерального штабу Збройних Сил України, заступник голови Національного комітету з роззброєння при Міністерстві закордонних справ України.
- 1992 — дійсний член Академії інженерних наук України.
- 1993—1994 — помічник Міністра оборони України з військової політики. Стає дійсним членом аерокосмічної Академії України.
- 1994 — з листопада помічник Президента України з військових питань.
- 1995 — бере участь у створенні Генеральної військової інспекції при Президентові України[2], обирається президентом Атлантичної Ради України.
- 1996 — звільнений 20 травня у відставку за віком у званні генерал-майор, призначається керівником групи військових експертів Українського центру економічних і політичних досліджень.

Одружений, дружина — Гречанінова Валентина Олександрівна. Син — Гречанінов Ігор Вадимович, помер від раку 15.09.2014 року.
Помер Гречанінов В.О.21 листопада 2021 року в місті Київ.